# ایرلهام (آیووا)
ایرلهام (به انگلیسی: Earlham) شهری در ایالت آیووا کشور ایالات متحده آمریکا است که جمعیت آن در سرشماری سال ۲۰۱۰ میلادی، ۱٬۴۵۰ نفر بوده‌است.